# Tulijasz
A tulijasz (tuliya[š], jelentése tuli = igazságszolgáltatás, jogérvényesítés, tuliya = tanács, igazságszolgáltatási „összeállítás”) a Hettita Birodalom törvényhozó szerve volt, amelynek feladatát képezte a királyi rendeletek és törvényjavaslatok ratifikálása is.

## Története
A hettita uralkodók a korai időszak törzsi gyűléseinek (pankusz) és a vének tanácsának fennmaradt változatai alá voltak rendelve. Ez alól bizonyos fokig csak a hettita újbirodalom korában mentesültek, de még akkor sem teljes mértékben. A hettita királyok hatalmának mértéke nem hasonlítható össze sem az egyiptomi szakrális királyság, sem a későbbi asszír királyok hatalmával, erősen korlátozták a törzsi demokrácia maradványai. A tulijasz tagjai a királyság korában a királyi hercegek, a király közvetlen rokonai és hozzátartozóik, a törzsek előkelői, az udvar fő tisztségviselői és a testőrség parancsnoka (GAL.MEŠEDI) voltak. Ezek a résztvevők nagyrészt megegyeztek a pankusz tisztviselőivel.
A hettita óbirodalom bukása többek közt a trónöröklési rend szabályozatlansága miatt következett be, mivel I. Murszilisz halála után nem lehetett eldönteni, ki a jogos örököse. A helyzetet csak Telepinusz oldotta meg, akinek azonban az örökösödési rendről szóló törvényjavaslatát elbírálásra a tulijasz elé kellett terjeszteni. Telepinusz törvényeiben (2. col. 31. bek.) egyszerűen a tulijasz összehívását írja le, amikor a belháborút kellett megszüntetni.